# مغزرة برازيلية
مغزرة برازيلية (الاسم العلمي: Polygala brasiliensis) هي نوع نباتي يتبع جنس المغزرة من فصيلة المغزرية.